# 福岡市立板付小学校
福岡市立板付小学校（ふくおかしりつ いたづけしょうがっこう）は、福岡県福岡市博多区麦野二丁目にある小学校。

## 所在地
- 福岡県福岡市博多区麦野2丁目3番1号

## 沿革
- 1874年3月 - 板付・諸岡・麦野・三村共同で、板付通津寺に板付小学校を開校。竹下・那珂・東光寺三村を中心に、東光寺小学校を開校。
- 1883年3月 - 板付・那珂両校が合併し、那珂小学校と称する
- 1923年4月 - 那珂分校に下三区五年生を分離し、分校は、那珂尋常小学校として独立（現・那珂小学校）。諸岡から現在地に移転し、筑紫郡那珂第一尋常高等小学校と改称。
- 1941年4月 - 筑紫郡那珂第一国民学校と改称。
- 1947年4月 - 筑紫郡那珂町立那珂第一小学校と改称
- 1950年4月 - 那珂南小学校を分離。
- 1955年4月 - 福岡市に合併し、福岡市立那珂第一小学校と改称
- 1958年4月 - 福岡市立板付小学校と改称
- 1974年4月 - 板付北小学校を分離。

## 学校周辺
- 福岡市立三筑中学校
- 福岡市立三筑小学校
- 福岡高速環状線
- 福岡県道・大分県道112号福岡日田線
- コビーズ ベースボールスクール - 元プロ野球選手・小林亮寛による野球教室

## 著名な出身者
- 井手口正昭（サッカー選手、横浜FC）
- 中島賢星（サッカー選手、FC岐阜） ※横須賀市立富士見小学校から転入
- YASS（ボーカルユニット、ビーグルクルー）
- 武田鉄矢（歌手、俳優）
- ケン田村（歌手、作詞・作曲家、ギタリスト）